# Francesc Ribera Gómez
Francisco Ribera Gómez (Madrid, 1907 – Barcellona, 1996) è stato un pittore spagnolo di Belle Arti presso la scuola Sant Jordi di Barcellona. Era un pittore e insegnante di pittura ad olio e ha lavorato al Museo del Prado.

## Biografia
Ha imparato a dipingere nel laboratorio di suo padre, José Ribera Blazquez, a Madrid, dove ha ricevuto l'influenza del com romantico José de Madrazo, Rosales o Antonio Maria Esquivel, continuando all'Accademia di San Fernando con insegnanti come José Moreno Carbonero, Julio Romero de Torres e Mateo Inurria Lainosa.